# Sara Kipfer
Sara Kipfer (* 1980 in Bern) ist eine Schweizer evangelische Theologin.

## Leben
Sara Kipfer erwarb 2001 die Matura am Gymnasium Bern-Kirchenfeld. Sie studierte danach Theologie in Bern und Heidelberg sowie Kunstgeschichte in Basel (2001–2007). Sie arbeitete in der Schweiz zeitweise als Pfarrerin, aber auch als wissenschaftliche Mitarbeiterin bei Walter Dietrich am Schweizerischen Nationalfondsprojekt (SNF) «Erforschung der Samuelbücher». Nach der Promotion an der Universität Bern (2013) mit einer Arbeit über Der bedrohte David wurde sie wissenschaftliche Mitarbeiterin am SNF-Projekt «Emotionen im Alten Testament. Sprachlich orientierte Metaphernanalyse als interdisziplinäres Modell historischer Emotionenforschung» bei Andreas Wagner an der Universität Bern (2013–2015). Für jeweils mehrmonatige Projekte forschte sie an den Universitäten Oxford, London, Chicago und Tel Aviv. Nach der Habilitation mit der Arbeit Extreme Klimaereignisse und Hungerkatastrophen in den Prophetenbüchern (Venia legendi für das Fach Altes Testament) an der Universität Heidelberg (2021) ist sie seit 2022 als Professorin für «Evangelische Theologie mit Schwerpunkt Altes Testament» an der TU Dortmund tätig. Ihre Forschungsschwerpunkte sind die Samuelbücher, die Prophetenbücher, die Wirkungsgeschichte alttestamentlicher Texte (insbesondere im Bereich der Kunst), Emotionenforschung, Anthropologie, historische Klimaforschung und die Bewältigung von Klimakatastrophen in der Antike.

## Schriften (Auswahl)
- Für eine vollständige Zusammenstellung ihrer Publikationen s. Sara Kipfer auf der Website der TU Dortmund.
- Der bedrohte David. Eine exegetische und rezeptionsgeschichtliche Studie zu 1Sam 16 – 1Kön 2 (= Studies of the Bible and its Reception. 3). Walter de Gruyter, Berlin/Boston 2015.
- Extreme Klimaereignisse und Hungerkatastrophen in den Prophetenbüchern (= Vetus Testamentum. Supplementum 194). Brill, Leiden/Boston 2023.
- (Hrsg.): Visualizing Emotions in the Ancient Near East (= Orbis Biblicus et Orientalis. 285). Academic Press Fribourg / Vandenhoeck & Ruprecht Fribourg/Göttingen 2017.
- (Hrsg. mit Jeremy M. Hutton): The Book of Samuel and Its Response to Monarchy (= Beiträge zur Wissenschaft vom Alten und Neuen Testament. 228) Kohlhammer, Stuttgart 2021.
- (Hrsg. mit Elisabeth Wagner-Durand): Coping with and Preventing Collective Fear in the Ancient Near East: Perspectives from Texts and Material Culture (= Die Welt des Orients. Themenheft 51/1). 2021.